# Marga Jaya (Bekasi Selatan)
Marga Jaya is een bestuurslaag in het regentschap Kota Bekasi van de provincie West-Java, Indonesië. Marga Jaya telt 15.759 inwoners (volkstelling 2010).